# Langues en Tchéquie
Les langues en Tchéquie sont d'abord le tchèque, langue officielle et langue maternelle de 93 % de la population du pays, suivi des langues minoritaires que sont l'allemand, le polonais, le hongrois, l'ukrainien, le romani, le slovaque et le croate.
Le taux d'alphabétisation y est de 100 %.
Dans le système scolaire, l'allemand ou l'anglais sont des langues secondes obligatoires.
Avant 1940, les deux langues étrangères les plus maîtrisées étaient l'allemand et le français ; depuis, l'usage de la langue française a beaucoup décliné. Entre 1946 et 1988, la première langue étrangère comprise était le russe, mais cette langue est de moins en moins maîtrisée, ayant été remplacée par l'anglais et dans une moindre mesure par l'allemand, tandis que la connaissance du slovaque s’effrite moins rapidement que le russe.
Assez rejeté au profit du russe, du fait des mauvais souvenirs de l'occupation allemande entre 1939 et 1945, l'allemand connaît une exceptionnelle vigueur depuis les années 2000, en partie du fait que les anciennes générations qui ont connu l'occupation allemande s'éteignent. De nos jours, les rapports des Tchèques avec les voisins allemands sont très bons. Avec le temps la connaissance de la langue allemande devrait être aussi importante que celle de la langue anglaise. Il ne reste que 42 500 Allemands en Tchéquie, mais l'allemand n'est la langue maternelle que d'une partie d'entre eux, qui sont souvent bilingues tchèque/allemand.[réf. nécessaire]
Le pays a le statut d'observateur de l'Organisation internationale de la francophonie depuis 1999 et est également observateur de l'Assemblée parlementaire de la francophonie.

## Enseignement des langues étrangères
L'auto-perception des compétences linguistiques des Tchèques en 2011 montre que 40 % d'entre eux connaissent une langue étrangère, 22 % deux langues étrangères et 7 % trois langues étrangères, tandis que 31 % déclarent n'en connaître aucune.
Les langues étrangères les plus étudiées dans l’enseignement secondaire inférieur (CITE 2) en 2009/2010 sont les suivantes, :
| # |
| - |
| 1 |
| 2 |
| 3 |
| 4 |
| - |

| Langue   | %       |
| -------- | ------- |
| Anglais  | 100,0 % |
| Allemand | 22,6 %  |
| Russe    | 3,7 %   |
| Français | 3,0 %   |
| Espagnol | 1,1 %   |

Les langues étrangères les plus étudiées dans l’enseignement secondaire supérieur (CITE 3) d’orientation générale et préprofessionnelle/professionnelle en 2009/2010 sont les suivantes :
| # |
| - |
| 1 |
| 2 |
| 3 |
| 4 |

| Langue   | %      |
| -------- | ------ |
| Anglais  | 84,6 % |
| Allemand | 47,4 % |
| Français | 7,5 %  |
| Russe    | 5,3 %  |

Les pourcentages d'élèves étudiant l'anglais, le français, l'allemand, l'espagnol et le russe dans l’enseignement secondaire supérieur (niveau CITE 3) d’orientation générale en 2009/2010 sont les suivants :
| # |
| - |
| - |
| - |
| - |
| - |
| - |

| Langue   | %       |
| -------- | ------- |
| Anglais  | 100,0 % |
| Allemand | 61,0 %  |
| Français | 25,0 %  |
| Espagnol | 11,1 %  |
| Russe    | 7,7 %   |

Les pourcentages d'élèves étudiant l'anglais, le français, l'allemand, l'espagnol et le russe dans l’enseignement secondaire supérieur (niveau CITE 3) d’orientation préprofessionnelle/professionnelle en 2009/2010 sont les suivants :
| # |
| - |
| - |
| - |
| - |
| - |
| - |

| Langue   | %      |
| -------- | ------ |
| Anglais  | 78,9 % |
| Allemand | 42,4 % |
| Russe    | 4,3 %  |
| Espagnol | 2,2 %  |
| Français | 1,1 %  |